# Tengger Cavalry
Tengger Cavalry — фолк-метал-группа, происходящая из Пекина, а в настоящее время базируется в Нью-Йорке. Они комбинируют элементы традиционной тюркской и монгольской музыки Монголии с металом. Такие источники, как Billboard и CNN, называли их стиль «кочевническим фолк-металом» (англ. nomadic folk metal).

## История
Группа Tengger Cavalry была основана в марте 2010 года, как проект одного человека из Пекина. Она была названа в честь древнемонгольского и древнетюркского божества Тенгри.
Первый зарубежный обзор группа получила от немецкого журнала Legacy в 2011 году на дебютный альбом Blood Sacrifice Shaman (2010), который содержал осторожный оптимизм по поводу потенциала группы. Позже появилось интервью с группой на MTV.
Статья в британском журнале Terrorizer от 2012 года открыла группу для более широкой международной аудитории. Другой британский журнал Metal Hammer опубликовал обзоры на различные записи группы.
24 декабря 2015 года группа дебютировала на престижной концертной площадке Карнеги-холл. Данное событие освещалось в источниках Vice, The Village Voice, Loudwire и The New York Times.

## Состав

### Текущий состав
- Nature Ganganbaigal[англ.] — гитара, горловое пение, моринхур
- Alex Abayev — бас
- Josh Schifris — ударные
- Robert McLaughlin — игил, саньсянь, горловое пение
- Uljmuren — моринхур

## Дискография
Студийные альбомы
- 血祭萨满 / Blood Sacrifice Shaman (2010)
- Cavalry Folk (2011) — CD1: 鬼骑 / Sunesu Cavalry; CD2: 明咒 / Mantra
- 黑骏 / Black Steed (2013)
- The Expedition (2013)
- 远古呼唤 / Ancient Call (2014)
- Hymn of the Earth (2016)
- Cavalry in Thousands (2016)
- Folklore of the Cavalry (2016)

## Награды
- "Mountain Side" 2016 Global Music Awards, bronze, band category
- "Mountain Side" 2016 Global Music Awards, silver, music video category